# Israel Joshua Singer
Israel Joshua Singer, född 30 november 1893, död 10 februari 1944, jiddischförfattare. Bror till nobelpristagaren Isaac Bashevis Singer.
Israel Joshua Singer verkade som journalist och författare i Polen och i Ryssland, tills han 1934 utvandrade till USA. Där kom han att arbeta för den jiddischspråkiga New York-tidningen The Forward (jiddisch: פֿאָרװערטס). Han dog i New York 1944.
Som författare blev Israel Joshua Singer uppskattad för såväl pjäser som romaner. Hans mest kända roman är Bröderna Ashkenazi.